# Elis Andersson (politiker)
Elis Gustav Andersson, född 7 september 1931 i Lohärads församling, Stockholms län, död 19 april 2020 i Edsbro distrikt, Stockholms län, var en svensk riksdagspolitiker (centerpartist).
Andersson var ledamot av Sveriges riksdag mellan åren 1971 och 1985 för Stockholms läns valkrets.